# Château de Chanterelle
Pour les articles homonymes, voir Chanterelle (homonymie).
Le château de Chanterelle est un château situé en France sur la commune de Saint-Vincent-de-Salers, en région Auvergne-Rhône-Alpes.

## Historique
Le château date de la 1re moitié du XVe siècle.

### Protection
Le château est inscrit au titre des monuments historiques par arrêté du 5 juin 1946.

## Description
Maison forte rectangulaire, dotée d’échauguettes au nord et à l’est, et d’un chemin de ronde sur corbeaux. Elle illustre le type de grande maison régionale fortifiée.